# クレオパトラ (レーニの絵画)
『クレオパトラ』（西: Cleopatra、伊: Cleopatra、英: Cleopatra）は、イタリア・バロック期のボローニャ派の巨匠グイド・レーニがキャンバス上に油彩で制作した絵画である。密接な関連を持つ2点のヴァージョンがあり、マドリードのプラド美術館の作品は1621-1626年ごろに、イギリスのロイヤル・コレクション (バッキンガム宮殿) の作品は1628年ごろに制作された。描かれているのは、古代エジプト最後の王朝であったプトレマイオス朝の最後の君主、女王クレオパトラ7世 (紀元前69-30年) が自害する場面である。なお、レーニによるほかのクレオパトラ像のヴァージョンがローマのカピトリーノ美術館、フィレンツェのパラティーナ美術館など各所に存在している。

## 主題
レーニは、自身の画業の後半である1620年代以降に神話、歴史的主題を典拠とした官能的な女性像 (しばしば裸体像で表現された) を数多く描いた。中でも古代ローマ史に登場する2人のヒロイン、クレオパトラとルクレティアはもっとも頻繁に描かれた。
エジプトの女王クレオパトラの愛人で、後に夫となるマルクス・アントニウス率いるローマ軍とエジプト軍は、オクタウィアヌス率いるローマ軍の軍勢に対し相次ぐ敗北を喫した。アントニウスが命を落とすと、すべてを失ったことを悟ったクレオパトラは自害した。古代ローマの著述家プルタルコスの『対比列伝 (英雄伝)』によれば、彼女は最小限の苦痛で命を絶つために、有名なエジプトのコブラを潜ませた果物籠を持ってこさせた。コブラは噛まれると即死性の猛毒が回り、死に至る。レーニは、本作にクレオパトラが今まさにヘビにかまれる決定的な瞬間を選んだ。

## 作品
身体を横たえたクレオパトラは緑の縁取りのされた白いチュニック (プラド美術館のヴァージョン) に身を包み、その上から赤いマントを羽織っている。絶望と懇願の入り混じった表情で天を仰ぎ見る演劇的なポーズのヒロインはレーニが得意としたもので、同主題のほかのヴァージョンやルクレティア像にも見ることができる。このポーズにより、画家は死の場面を苦痛と叫喚の情景としてではなく、身分の高い婦人にふさわしい、尊厳と節制に満ちた情景として提示している。また、際立った演劇性、対角線の強調、カラヴァッジョのキアロスクーロを想起させる光と影の強い対比などは、バロック絵画に典型的な要素である。17世紀ボローニャの美術理論家で、レーニの伝記作者マルヴァジーアによれば、レーニはクレオパトラやルクレティアの絵画を制作する際に、ビアンキ伯爵夫人やバルバッツィ伯爵夫人など実在の人物をモデルとして描いたという。これは、歴史的女性像が実在の人物の肖像画として描かれることもあったという事実を物語っている。

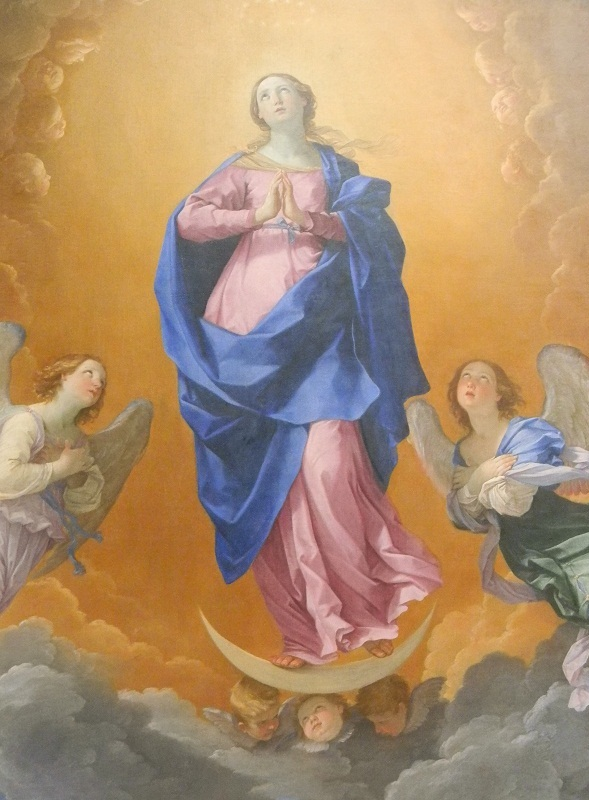
グイド・レーニ 『無原罪の御宿り』(1627年)、メトロポリタン美術館、ニューヨーク

プラド美術館の『クレオパトラ』の左手は、横にあるテーブル上の籠からイチジクと思われる果物を取り出している。そのため、彼女の左肩は奥に引かれ、右肩と首がより大きく見える。ロイヤル・コレクションにある『クレオパトラ』では左手が前景に移動し、死の受容と決意を表しており、プラド美術館のヴァージョンに見られる時間的錯誤の表現が正されている。プラド美術館のヴァージョンでは、果物を取る仕草と、彼女がヘビに噛まれる出来事が不合理にも同時に起きているのである。
マントの描き方でも両作品は異なっている。プラド美術館の作品ではルビー色のマントがクレオパトラの身体を覆い、ロイヤル・コレクションのヴァージョンのピンク色のマントには見られない鋭角性、不連続性、複雑性を示している。一方、後者は色彩が前者より大幅に削減されており、白とピンク色のみが支配的で、こげ茶色と青色 (カーテン) 、そして髪の毛の黒色がわずかに彩りを添えているにすぎない。また、プラド美術館のヴァージョンでは、ルビー色のマントが死ぬ直前のクレオパトラの青白い肌を強調し、彼女の感情的苦悩をより強く表している。ロイヤル・コレクションの作品に見られる色彩は、ニューヨークのメトロポリタン美術館所蔵の『無原罪の御宿り』 (1627年) などの作品の様式に近いが、プラド美術館の作品を特徴づけるキアロスクーロはより早い時期の制作を示唆し、1621-1626年に描かれたものであろう。

## 来歴
レーニの伝記作者マルヴァジーアの記述によれば、レーニの『クレオパトラ』は、レーニの友人の画家パルマ・ジョーヴァネの勧めでヴェネツィアの商人ボセッリ (Boselli) に委嘱された。ジョーヴァネは、彼自身やニコラ・レニエ、グエルチーノの作品とのコンペに出品するためにレーニに『クレオパトラ』を描くよう説得したのである。レーニの『クレオパトラ』はコンペで勝つことができなかったが、ボセッリの死後、ニコラ・レニエが購入した。彼の1666年のコレクション中に記載されている『クレオパトラ』は、プラド美術館およびロイヤル・コレクションの作品とサイズがほぼ同じであり、どちらに該当するのかは判別できない。『クレオパトラ』は、その後、建築家ドメニコ・フォンターナの所有となった。
ロイヤル・コレクションの作品は1749年に王太子フレデリック・ルイスに購入され、彼のライセスター・ハウスで記録されている。一方、プラド美術館のヴァージョンは、1814-1818年のスペイン王室のコレクションに最初に記録されている。コンペに参加したパルマ・ジョーヴァネは1628年に死去しており、上述の作品の制作時期から判断すると、ロイヤル・コレクションのヴァージョンがマルヴァジーアが言及している作品であるように思われる。ロイヤル・コレクションでは、その判断をしている。